# آنتاپیت
آنتاپیت (به اسپانیایی: Antapite) یک کوه در پرو است که در منطقه آیاکوچو واقع شده‌است. آنتاپیت ۴٬۴۱۰ متر بالاتر از سطح دریا واقع شده‌است.